# О̄
Cette page contient des caractères spéciaux ou non latins. S’ils s’affichent mal (▯, ?, etc.), consultez la page d’aide Unicode.
Ne doit pas être confondu avec la lettre latine O macron (Ō ō)
Le O macron cyrillique (capitale О̄, minuscule о̄) est une lettre de l’alphabet cyrillique utilisée en aléoute, evenki, mansi, nanaï, néguidale, orok, oultche, same de Kildin, same de Ter, selkoupe, et tchétchène.

## Représentation informatique
Le O macron cyrillique peut être représenté avec les caractères Unicode suivants :
| formes    | représentations | chaînes de caractères | points de code | descriptions                                     |
| --------- | --------------- | --------------------- | -------------- | ------------------------------------------------ |
| capitale  | О̄               | О◌̄                    | U+041E U+0304  | lettre majuscule cyrillique o diacritique macron |
| minuscule | о̄               | о◌̄                    | U+043E U+0304  | lettre minuscule cyrillique o diacritique macron |